# 摩湯山古墳
摩湯山古墳（まゆやまこふん）は、大阪府岸和田市摩湯町にある古墳。形状は前方後円墳。国の史跡に指定されている。

## 概要
大阪府南部、南南東から延びる丘陵の北西先端部において、丘尾を切断して築造された巨大前方後円墳である。これまでに1997-1998年度（平成9-10年度）に周濠周堤部の発掘調査が実施されているが、本格的な調査は実施されていない。
墳形は前方部が未発達の柄鏡式の前方後円形で、前方部を北西方に向ける。墳丘外表では葺石・円筒埴輪列（器財埴輪・鰭付円筒埴輪・朝顔形埴輪含む）が認められる。墳丘左右くびれ部には造出を付すと見られる。墳丘周囲には周濠が認められるが、現在はため池に改変されている。埋葬施設は明らかでないが、後円部中央における陥没坑（盗掘坑か）および緑泥片岩の散在から竪穴式石室と推定される。出土品としては前述の埴輪片のほか、墳頂部からの土師器（高坏）がある。また陪塚と推定される古墳として馬子塚古墳・イナリ古墳（稲荷山古墳）などがある。
この摩湯山古墳は、古墳時代前期後半の4世紀後半（または4世紀末葉）頃の築造と推定される。前期古墳としては畿内でも屈指の規模であり、和泉地方の前方後円墳としては最古級に位置づけられる古墳になる。
古墳域は1956年（昭和31年）に国の史跡に指定されている。なお、現在では古墳域内への立ち入りは制限されている。

## 遺跡歴
- 1932年（昭和7年）、梅原末治による墳丘実測・観察所見の報告[4]。
- 1956年（昭和31年）5月15日、国の史跡に指定[7]。
- 1997-1998年度（平成9-10年度）、府道工事に伴う周堤部の発掘調査（大阪府教育委員会、1998・1999年に報告書刊行）[2][3]。
- 2010年（平成22年）8月5日、史跡範囲の追加指定[7]。

## 墳丘
墳丘の規模は次の通り。
- 墳丘長：約200メートル
- 後円部 直径：約127メートル
- 前方部 幅：約100メートル

前方部側に認められる周濠は馬蹄形を呈し、幅約36メートルを測る。周濠の墳丘くびれ部付近にある渡土堤は、築造当時のものと推測される。
墳形は奈良の佐紀陵山古墳（奈良県奈良市）と相似形をなす。佐紀陵山古墳と相似形の前方後円墳は畿内を取り囲むように分布することから、築造当時に畿内制的な領域支配が存在したとする説がある。

## 陪塚
摩湯山古墳付近には陪塚（陪冢）と推定される古墳として、南側に馬子塚古墳（北緯34度27分41.74秒 東経135度25分56.25秒 / 北緯34.4615944度 東経135.4322917度）、北側にイナリ古墳（稲荷山古墳、北緯34度27分52.61秒 東経135度26分1.62秒）がある。またメゲ谷という地に狐塚があったというほか、摩湯山古墳の北東側の淡路神社（式内社）境内でも円筒埴輪が出土しており、同地でも古墳の存在が推定される。
それらのうち馬子塚古墳は、摩湯山古墳の南側に所在する方墳で、一辺約35メートルを測る。墳丘は2段築成。墳丘外表では円筒埴輪が存在するとされる。埋葬施設は粘土槨と推定される。1958年（昭和33年）の長池（摩湯山古墳前方部正面の池）の堤補修工事の際に墳丘は大きく削平されているが、その際に斜縁二神二獣鏡・管玉15個が出土している。築造時期は4世紀後半（または5世紀初頭）頃と推定される。

## 文化財

### 国の史跡
- 摩湯山古墳 - 1956年（昭和31年）5月15日指定、2010年（平成22年）8月5日に史跡範囲の追加指定[7]。

## 関連文献
（記事執筆に使用していない関連文献）
- 「山直下村摩湯山古墳」『大阪府史蹟名勝天然紀念物調査報告 第三輯』大阪府、1932年。